# Pardosa riparia
Pardosa riparia este o specie de păianjeni din genul Pardosa, familia Lycosidae. A fost descrisă pentru prima dată de C. L. Koch, 1833. Conform Catalogue of Life specia Pardosa riparia nu are subspecii cunoscute.